# Pădurea Torcești
Pădurea Torcești este o arie protejată (arie specială de conservare — SAC, sit de importanță comunitară — SCI) din România, desemnată în scopul protejării biodiversității și menținerii într-o stare de conservare favorabilă a florei spontane și faunei sălbatice, precum și a habitatelor naturale de interes comunitar aflate în arealul zonei protejate. Aceasta este situată în sud-estul Moldovei, pe teritoriul județului Galați.

## Localizare
Aria naturală se află în partea central-vestică a județului Galați, pe teritoriul administrativ al comunei Umbrărești  (în sudul satului Torcești), în apropierea drumului național DN25, care leagă municipiul Galați de Tecuci.

## Înființare
Pădurea Torcești a fost declarată sit de importanță comunitară prin Ordinul Ministerului Mediului și Dezvoltării Durabile Nr.1964 din 13 decembrie 2007 (privind instituirea regimului de arie naturală protejată a siturilor de importanță comunitară, ca parte integrantă a rețelei ecologice europene Natura 2000 în România) și se întinde pe o suprafață de 132.1 hectare. Situl a fost protejat și ca arie specială de conservare în mai 2022.

## Biodiversitate
Situl reprezintă o zonă de câmpie în lunca veche a Bârladului (lunci, pajiști, păduri de foioase și terenuri arabile cultivate) în sud-estul Podișului Moldovenesc încadrată în bioregiune stepică; ce conservă habitate naturale de tip: Păduri ripariene mixte cu Quercus robur, Ulmus laevis, Fraxinus excelsior sau Fraxinus angustifolia, din lungul marilor râuri (Ulmenion minoris); și adăpostește o gamă arboricolă și ierboasă variată.

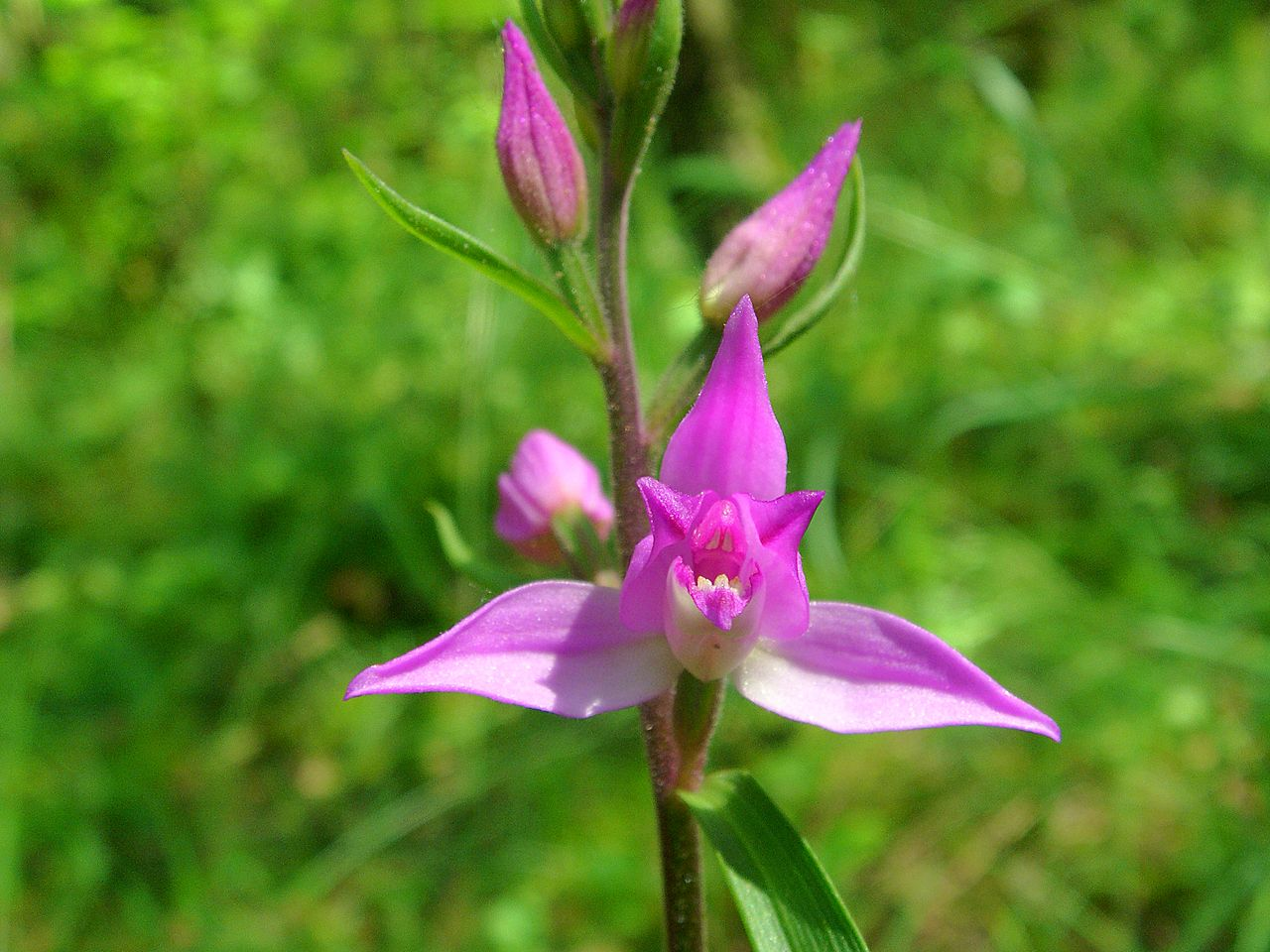
Căpşunică (Cephalanthera rubra)

Flora este constituită din arbori și arbusti cu specii de: stejar (Quercus robur), frasin (Fraxinus angustifolia, Fraxinus excelsior), frasin pufos (Fraxinus pallisiae), velniș (Ulmus laevis), ulm de câmp (Ulmus minor, Ulmus procera), plop alb (Populus alba), plop cenușiu (Populus canescens), alun (Corylus avellana), soc negru (Sambucus nigra), păducel (Crataegus monogyna), corn (Cornus mas), sânger (Cornus sanguinea), măceș (Rosa canina), salbă moale (Euonymus europaeus), verigariu (Rhamnus catharticus) sau lemn câinesc (Ligustrum vulgare). 
La nivelul ierburilor este semnalată prezența mai multor plante (unele foarte rare și protejate prin lege) cu specii de: usturoi sălbatic (Allium guttatum), căpșunică (Cephalanthera rubra), garofițe (cu specii de: Dianthus capitatus, Dianthus kladovanus), nemțișor (Delphinium fissum), frăsinel (Dictamnus albus), mlăștiniță (Epipactis helleborine), ghiocei (Galanthus elwesii), ghiocei de baltă (Leucojum aestivum), trânji (Neottia nidus-avis), joldeală (Serratula wolffii), stupiniță (Platanthera bifolia) sau untul vacii (Orchis morio).

## Căi de acces
- Drumul național DN24D pe ruta: Tecuci -  Drăgănești - Barcea - Umbrărești - drumul comunal DC57 spre Torcești.